# Font de Sant Clem
La Font de Sant Clem és una font del terme municipal de Salàs de Pallars, al Pallars Jussà. Està situada al nord-oest de Salàs de Pallars, a prop i a sota del lloc on hi hagué la capella de Sant Clem (forma local de Sant Climent).
Està situada a 651 m d'altitud, a la partida de les Oliverades, al peu de la pista que mena a la capella, en ruïnes, de Sant Clem. Aquesta pista arrenca del costat mateix de la font de Capdevila.